# Кубок Гагаріна
Кубок Гагаріна — хокейний трофей, що вручається переможцю серії плей-оф Континентальної хокейної ліги, починаючи з розіграшу 2009 року. Вручення відбувалися 12 квітня в День космонавтики, до сезону 2024—25 років фінальні серії проходили саме до 12 квітня.
Кубок названий на честь першого у світі космонавта. Трофей передається капітану команди-переможниці на церемонії закриття сезону. Кубок є перехідним, тож в кінці кожного наступного сезону він повертається організаторам. Виготовлений зі срібла, зовні покритий позолотою. Маса трофею становить близько 18 кілограмів.
Володарем першого в історії кубку стала команда Ак Барс (Казань). В фінальній серії розіграшу казанці в семиматчевій серії здолали ярославський Локомотив. Для виявлення переможця знадобилося зіграти всі сім поєдинків, в останньому з яких автором переможної шайби турніру став капітан «барсів» — Олексій Морозов.

## Фінальні серії кубка
| Сезон | Переможець                        | Фіналіст                          | Рахунок серії                     | Рахунок фінального матчу          | Автор переможного голу            |
| ----- | --------------------------------- | --------------------------------- | --------------------------------- | --------------------------------- | --------------------------------- |
| 2009  | «Ак Барс» (Казань)                | «Локомотив»                       | 4–3                               | 1:0                               | Морозов (50:04)                   |
| 2010  | «Ак Барс» (Казань)                | ХК МВД (Балашиха)                 | 4–3                               | 2:0                               | Алексєєв (21:18)                  |
| 2011  | «Салават Юлаєв»                   | «Атлант» (Митищі)                 | 4–1                               | 3:2                               | Світов (55:48)                    |
| 2012  | «Динамо» М                        | «Авангард» (Омськ)                | 4–3                               | 1:0                               | Клепіш (52:03)                    |
| 2013  | «Динамо» М                        | «Трактор»                         | 4–2                               | 3:2                               | Цвєтков (65:57)                   |
| 2014  | «Металург» Мг                     | «Лев» (Прага)                     | 4–3                               | 7:3                               | Мозякін (43:10)                   |
| 2015  | СКА                               | Ак Барс (Казань)                  | 4–1                               | 6:1                               | Червенка (58:57)                  |
| 2016  | «Металург» Мг                     | ЦСКА (Москва)                     | 4–3                               | 3:1                               | Тимкін (59:17)                    |
| 2017  | СКА                               | «Металург» Мг                     | 4–1                               | 5:3                               | Плотников (58:54)                 |
| 2018  | Ак Барс (Казань)                  | ЦСКА                              | 4–1                               | 1:0                               | Клінкгаммер (41:06)               |
| 2019  | ЦСКА                              | «Авангард» (Омськ)                | 4–0                               | 3:2 ОТ                            | Мамін (77:44)                     |
| 2020  | Скасовано через пандемію COVID-19 | Скасовано через пандемію COVID-19 | Скасовано через пандемію COVID-19 | Скасовано через пандемію COVID-19 | Скасовано через пандемію COVID-19 |
| 2021  | «Авангард» (Омськ)                | ЦСКА                              | 4–3                               | 1:0                               | Толчинський (19:28)               |
| 2022  | ЦСКА                              | «Металург» Мг                     | 4–3                               | 4:1                               | Попов (9:29)                      |
| 2023  | ЦСКА                              | Ак Барс (Казань)                  | 4–3                               | 3:2                               | Діц (31:28)                       |
| 2024  | «Металург» Мг                     | «Локомотив»                       | 4–0                               | 2:1                               | Вовченко (51:10)                  |
| 2025  | «Локомотив»                       | «Трактор» (Челябінськ)            | 4–1                               | 2:1 ОТ                            | Шалунов (68:01)                   |

## Чемпіони
| Команда       | Перемог | Сезони           |
| ------------- | ------- | ---------------- |
| Ак Барс       | 3       | 2009, 2010, 2018 |
| ЦСКА          | 3       | 2019, 2022, 2023 |
| Металург (Мг) | 3       | 2014, 2016, 2024 |
| СКА           | 2       | 2015, 2017       |
| Динамо (Мск)  | 2       | 2012, 2013       |
| Салават Юлаєв | 1       | 2011             |
| Авангард      | 1       | 2021             |
| Локомотив     | 1       | 2025             |